# 7093 Jonleake
7093 Jonleake è un asteroide della fascia principale. Scoperto nel 1992, presenta un'orbita caratterizzata da un semiasse maggiore pari a 2,4376354 UA e da un'eccentricità di 0,2076838, inclinata di 12,84979° rispetto all'eclittica.